# Melattur
Melattur es una ciudad y nagar Panchayat situada en el distrito de Thanjavur en el estado de Tamil Nadu (India). Su población es de 8131 habitantes (2011).

## Demografía
Según el censo de 2011 la población de Melattur era de 8131 habitantes, de los cuales 4107 eran hombres y 4024 eran mujeres. Melattur tiene una tasa media de alfabetización del 78,61%, superior a la media estatal del 80,09%: la alfabetización masculina es del 85,47%, y la alfabetización femenina del 71,59%.